# 이지도르 코바리크
이지도르 코바리크(슬로바키아어: Izidor Kovárik, 1917년 3월 19일 ~ 1944년 7월 11일)는 슬로바키아의 군인이다. 제2차 세계 대전에서 슬로바키아 공군 조종사로 활약했으며 동부 전선에서 소련 공군기 28대를 격추시켰다.